# 도도부현 민가

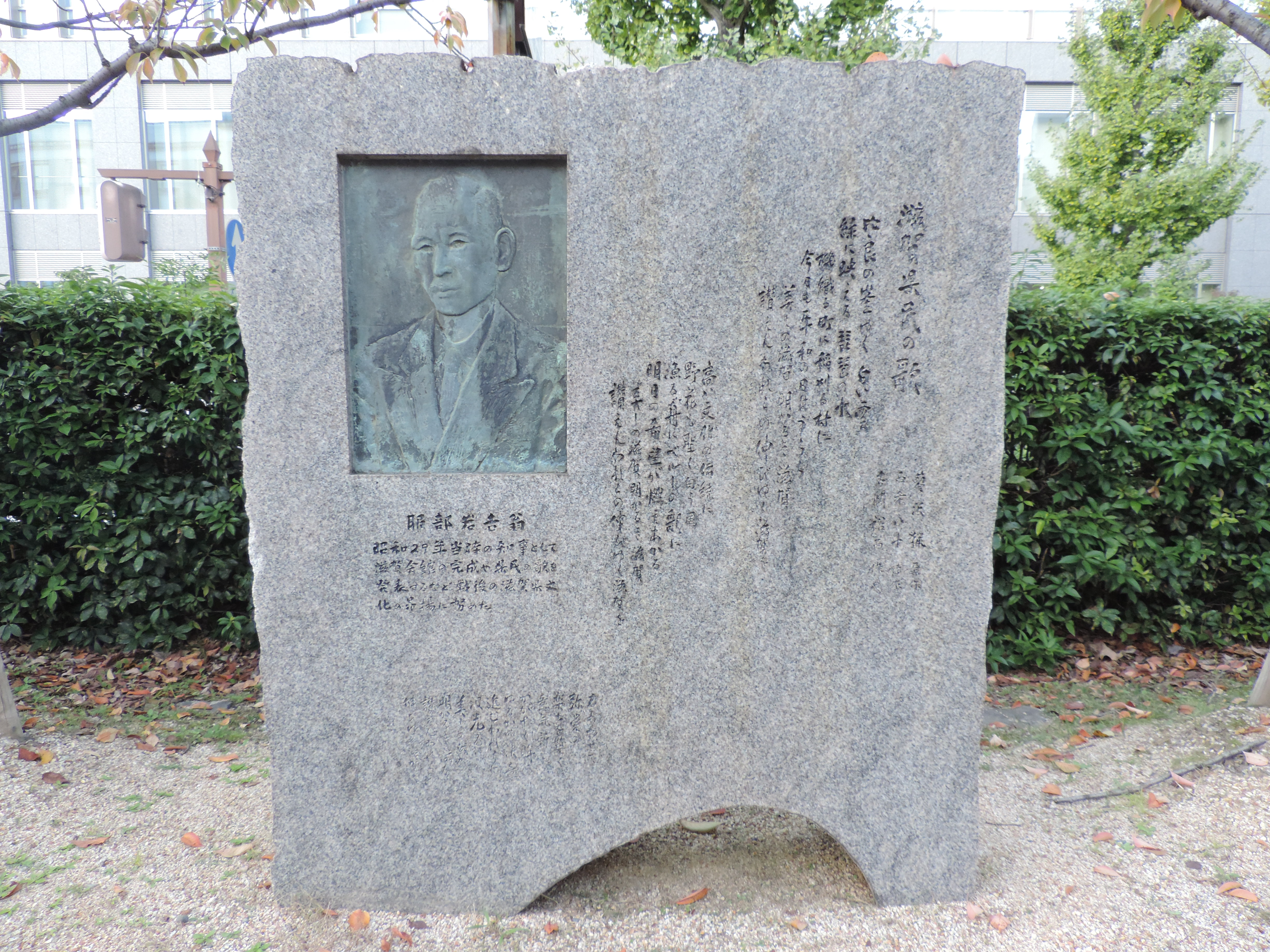

도도부현 민가(일본어: 都道府県民歌 とどうふけんみんか[*])는 일본의 도도부현에서 제정한 노래의 총칭이다.

## 개요
일본에서는 44개 지역 고시 등의 방법으로 공식 도도부현 민가를 제정하거나 지정하고 있다.